# (E)-استیلبن
(E)-استیلبن (به انگلیسی: (E)-Stilbene) یا ترانس-استیلبن یک ترکیب شیمیایی با شناسه پاب‌کم ۶۳۸۰۸۸ است. شکل ظاهری این ترکیب، جامد است.